# Chittakaldev, Basavakalyan
Chittakaldev là một làng thuộc tehsil Basavakalyan, huyện Bidar, bang Karnataka, Ấn Độ.